# Хорошо сидим!
«Хорошо сидим!» — советский художественный полнометражный цветной фильм, снятый в 1986 году режиссёром Мунидом Закировым на киностудии «Мосфильм». Фильм был выпущен в разгар горбачёвской антиалкогольной кампании и сатирически изображает пьянство и его последствия.
Фильм стал одним из лидеров проката 1986 года — 10-е место (24,4 млн зрителей).
В фильме свои последние роли в кино сыграли Леонид Харитонов и Николай Скоробогатов.

## Сюжет
Действие происходит в СССР во времена Ускорения и антиалкогольной кампании. Фильм состоит из двух новелл, объединённых некоторыми общими персонажами.
В прологе фильма журналист снимает и готовит видеосюжет о нескольких алкоголиках, попавших с травмами в больницу. Ему рассказывают сначала случившуюся поздней осенью историю о нескольких пассажирах поезда, решивших, несмотря на запрет, непременно выпить в дороге.
В одном купе едут разбитной водитель «Шеф» и трое его попутчиков — футбольный судья, посажённый отец и соискатель на степень кандидата наук. Все четверо напиваются, а когда Шеф выходит на станции за очередной бутылкой и отстаёт от поезда, срывают стоп-кран и попадают в милицию. Более незавидная судьба некоторое время спустя ожидает и Шефа, по ошибке севшего на другой поезд и тоже воспользовавшегося стоп-краном, но попавшего в больницу.
В другом купе ловелас Эдик пытается соблазнить попутчицу, но, выпив бутылку коньяка, засыпает.
В третьем купе едут начальник отдела сбыта Пётр Ерофеевич и снабженец. Снабженец пытается подпоить начальника, чтобы получить визу на накладную, но, переусердствовав, обнаруживает, что тот мертвецки пьян, а накладная испорчена.
Действие второй половины фильма происходит на лесной базе отдыха, куда на охотничью заимку зимой приезжают Шеф, Пётр Ерофеевич, снабженец, Эдик и его знакомая Ляля. Во время пьянки Пётр Ерофеевич случайно стреляет из заряжённого снотворным ружья (которое принял за фоторужьё) в снабженца, а когда тот падает без чувств, все решают, что произошло убийство. Эдик в панике бежит с базы, но по дороге попадает в аварию и получает сильные травмы. Вызванная егерем милиция наводит порядок и увозит пьяниц в город. Во время перевозки Шеф пытается бежать из кареты скорой помощи, однако случайно проваливается в открытый канализационный люк и получает травму.
Финал картины все персонажи встречают на больничной койке. Далее показаны документальные кадры о больных, страдающих алкоголизмом, и журналист читает мини-лекцию о вреде пьянства.

## В ролях
- Олег Анофриев — Шеф, водитель служебной машины, позже автослесарь
- Лариса Удовиченко — Алевтина Егоровна (Ляля), замужняя подруга Эдика
- Роман Ткачук — Пётр Ерофеевич Иванов («Начснаб»), начальник отдела сбыта
- Спартак Мишулин — снабженец
- Михаил Кокшенов — Эдик, холостой ловелас
- Евгений Моргунов — футбольный судья, собутыльник «Шефа» в поезде
- Юрий Медведев — Иван Иванович, посажённый отец, собутыльник Шефа в поезде
- Борислав Брондуков — учёный-соискатель, собутыльник «Шефа» в поезде (озвучил Олег Анофриев[1])
- Леонид Харитонов — старичок с арбузом со встречного поезда
- Николай Скоробогатов — егерь
- Виктор Ильичёв — пассажир-очкарик с бутылкой «Боржоми»
- Татьяна Кравченко — Вера, попутчица Эдика
- Виктор Филиппов — Ситюлин, капитан дорожной милиции
- Светлана Орлова — Яночка, лыжница
- Александр Новиков — водитель ЗИЛа
- Александр Рыжков — пассажир спортивного автомобиля ВАЗ-2101 (роль озвучил другой актер)
- Сергей Воробьёв — проводник поезда/водитель спортивного автомобиля ВАЗ-2101
- Постановщик трюков — Сергей Воробьёв (в титрах Е.Воробьёв)

## Музыка
Песни в фильме звучат в исполнении Олега Анофриева.